# Івання
Іва́ння — село в Україні, у Лопушненській сільській громаді Кременецького району Тернопільської області. Розташоване на півдні району. До 2020 підпорядковане Староолексинецькій сільській раді.
Населення — 171 особа (2001).

## Розташування
Розташоване на березі річки Іванка, за 49 км від райцентру і 26 км від найближчої залізничної станці Збараж.

## Історія
Поблизу Івання виявлено скарб римських монет.
Відоме від 18 століття. 1832 внаслідок пожежі більшість будівель у селі згоріла.
На 1936 рік село входило до ґміни Старий Олексинець Кременецького повіту.
12 червня 2020 року, відповідно до розпорядження Кабінету Міністрів України № 724-р «Про визначення адміністративних центрів та затвердження територій територіальних громад Тернопільської області», увійшло до складу Лопушненської сільської громади.
19 липня 2020 року, в результаті адміністративно-територіальної реформи та ліквідації Кременецького (1940-2020) району, село увійшло до складу новоутвореного Кременецького району.

## Соціальна сфера
Діють школа-дитсадок, бібліотека.

## Галерея

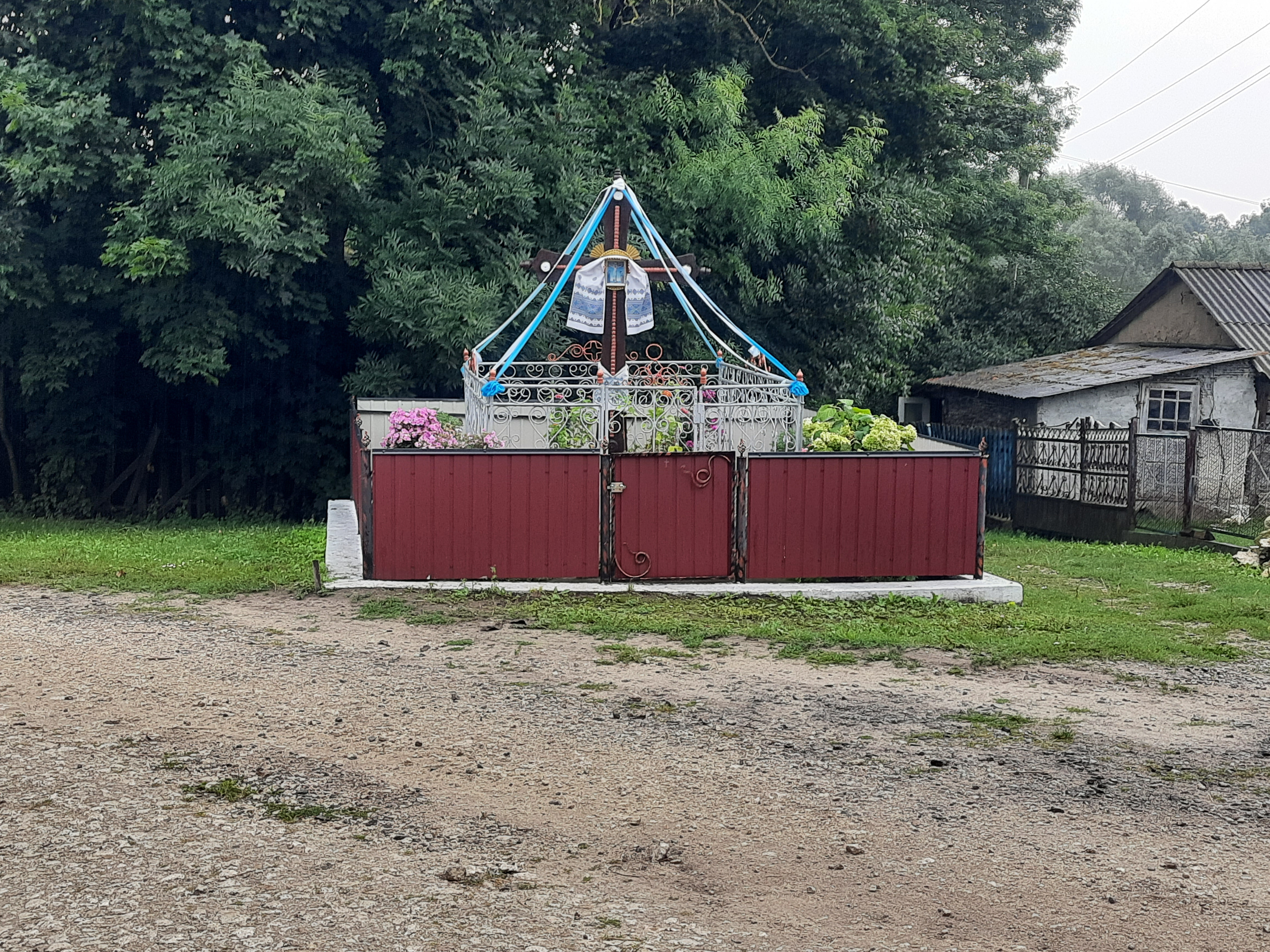
Пам'ятний хрест
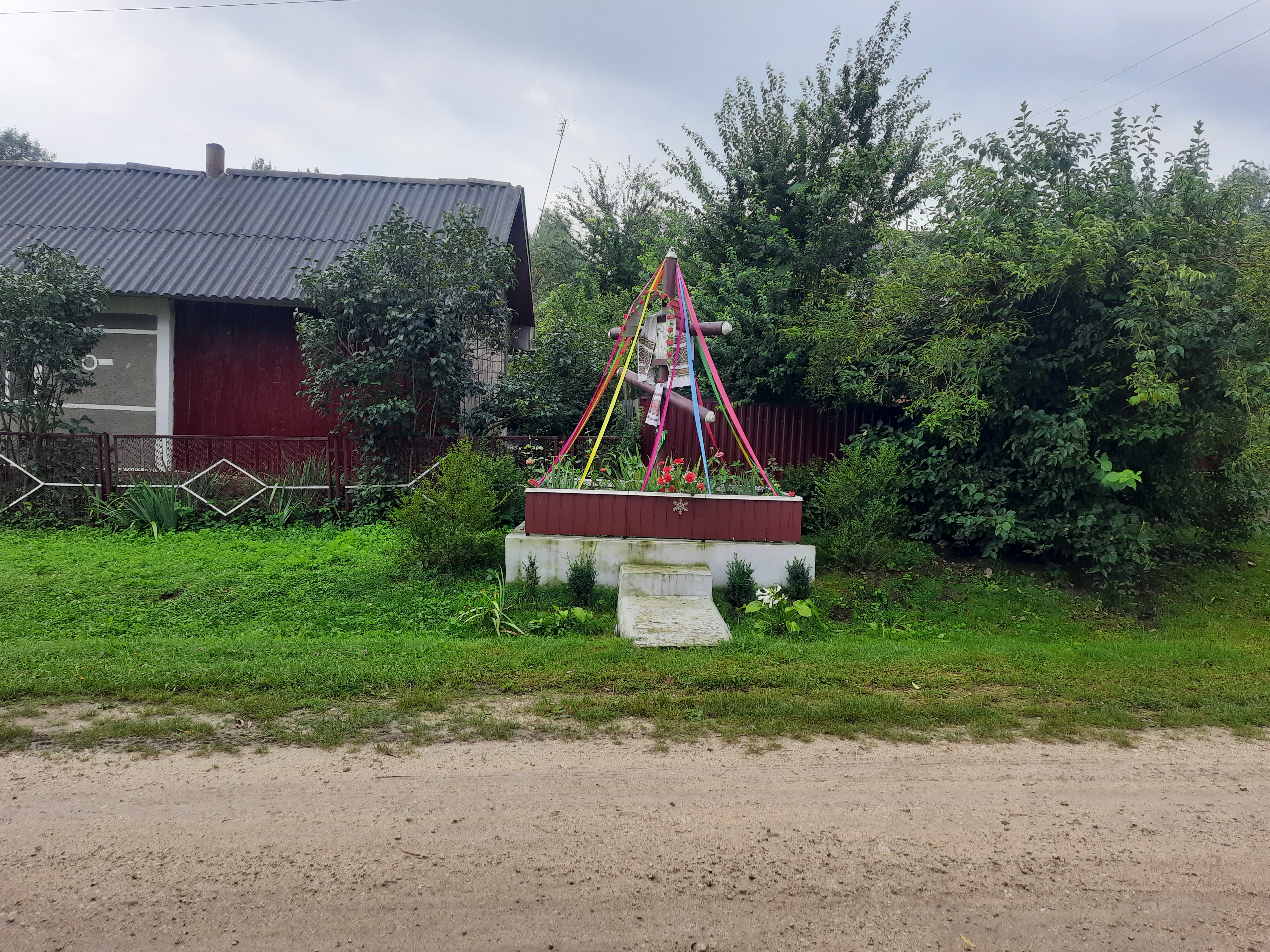
Пам'ятний хрест
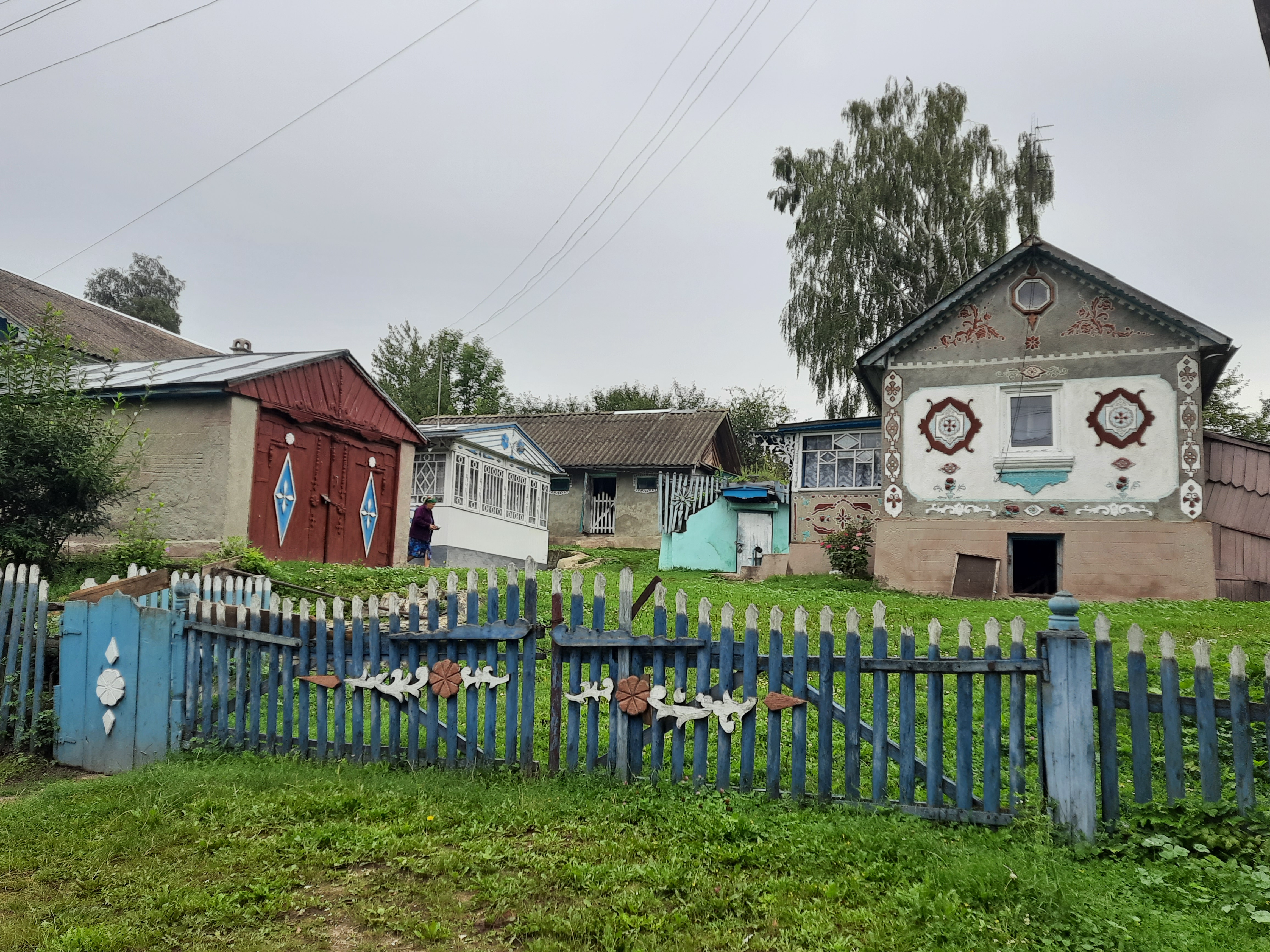
Сільська оселя
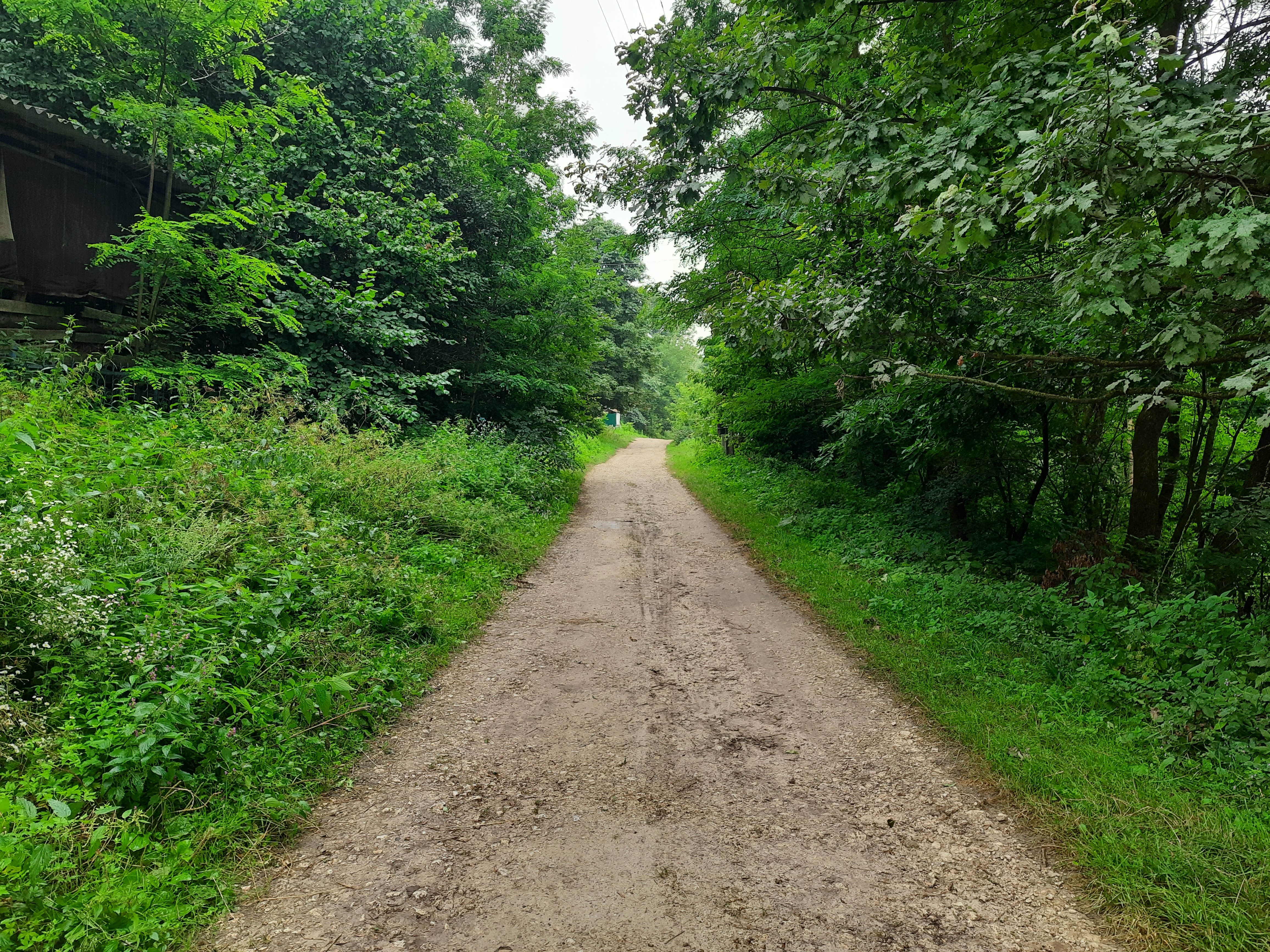
Сільська вулиця